# José Luis Vivas Maldonado
José Luis Vivas Maldonado (Aguadilla, 1926) es un historiador y escritor puertorriqueño.  
Ha cultivado el teatro, el ensayo y el cuento. Su libro más conocido es Historia de Puerto Rico y Estados Unidos. Su primer libro de cuentos, Luces en sombra, fue premiado por el Instituto de Cultura Puertorriqueña.
Luces en sombra sobresale por su forma clara de plasmar la realidad social puertorriqueña. Las técnicas empleadas activan la curiosidad del lector. Entre los temas de estas historias se destacan la miseria del hombre pero sin perder de perspectiva su enorme grandeza. Para el desarrollo de la acción, Vivas se vale de la descripción del escenario. Esto ayuda a los lectores a situarse en la época aproximada en que transcurren los hechos. 
Una de los focos de atención en este autor es la manera en construye un magistral dramatismo que conmueve los sentimientos y activa los sentidos. En ocasiones se vale de un lenguaje poético que combina con un lenguaje claro de oraciones cortas. En el cuento Interludio se vale de la onomatopeya y de la técnica del «collar de perlas»- terminar donde se inició. Otro cuento muy valorado en este libro es El fósforo quemado.
- Datos: Q5941807